# Pays de Herve
██ Pays de Herve.
Pays de Herve je prirodna regija u Valoniji površine 420 km². Nalazi se između rijeka Vesdre i Meuse u istočnom dijelu Belgije, na granici s Nizozemskom i Njemačkom.

## Zemljopis
Pays de Herve proteže se preko teritorija desetak općina : Aubel, Blegny, Dalhem, Herve, Olne, Plombières, Soumagne, Thimister-Clermont, Visé i Welkenraedt. Ovu regiju karakterizira grmovit krajolik s mnoštvom voćnjaka i pitoresknih sela.
Ovaj vapnenački plato nastavak je Hesbayea i planine Saint-Pierre. Između dviju rijeka nalazi se državna cesta koja povezuje Liège s Aachenom. Na zapadu platoa nalaze se predgrađa Liègea (Fléron, Beyne-Heusay). Sela u ovoj regiji su vrlo mala, te često imaju zajedničke školske, crkvene, upravne, poštanske i druge službe. Pays de Herve karakteriziraju i brojni zaselci i seoski putevi. Jedine iznimke su gradići Herve, Aubel, Blegny. Glavni vodeni tok je rijeka Berwinne, koja je pritoka Meuse.

## Povijest
Regija Pays de Herve nalazila se u srcu Karolinškog carstva pod nazivom Pagus Harvia, te se nalazila pedesetak kilometara od Aachena koji je bio prijestolnicaKarla Velikog. Kasnije u povijesti ova regija je potpala pod Vojvodstvo Limburg i Grofoviju Dalhem, koji kasnije potpadaju pod Brabant. Pod francuskom vlašću ovaj teritorij bio je dio departmana Ourte, da bi na kraju za vrijeme Ujedinjenog Kraljevstva Nizozemske 1815. bilo pripojeno pokrajini Liège.

## Vanjske poveznice
- Turistička stranica regije Pays de Herve
- Turistička stranica regije Basse-Meuse